# Прічард (Західна Вірджинія)
Прічард (англ. Prichard) — переписна місцевість (CDP) в США, в окрузі Вейн штату Західна Вірджинія. Населення — 461 особа (2020).

## Географія
Прічард розташований за координатами 38°14′13″ пн. ш. 82°36′14″ зх. д. / 38.23694° пн. ш. 82.60389° зх. д. (38.236830, -82.603869).  За даними Бюро перепису населення США в 2010 році переписна місцевість мала площу 3,27 км², з яких 2,87 км² — суходіл та 0,40 км² — водойми.

## Демографія
Згідно з переписом 2010 року, у переписній місцевості мешкало 527 осіб у 207 домогосподарствах у складі 148 родин. Густота населення становила 161 особа/км².  Було 238 помешкань (73/км²).
Расовий склад населення:
| - 97,3 % — білих - 0,8 % — корінних американців - 0,6 % — азіатів |

До двох чи більше рас належало 0,6 %. Частка іспаномовних становила 0,8 % від усіх жителів.
За віковим діапазоном населення розподілялося таким чином: 23,1 % — особи молодші 18 років, 62,7 % — особи у віці 18—64 років, 14,2 % — особи у віці 65 років та старші. Медіана віку мешканця становила 39,8 року. На 100 осіб жіночої статі у переписній місцевості припадало 102,7 чоловіків;  на 100 жінок у віці від 18 років та старших — 97,6 чоловіків також старших 18 років.
Цивільне працевлаштоване населення становило 147 осіб. Основні галузі зайнятості: освіта, охорона здоров'я та соціальна допомога — 28,6 %, транспорт — 16,3 %, роздрібна торгівля — 15,6 %, науковці, спеціалісти, менеджери — 15,6 %.